# 吉博尼 (密蘇里州)
吉博尼（英語：Giboney）是位於美國密蘇里州佩里縣的鬼鎮。

## 地理
吉博尼所處的海拔為高於海平面156米（即512英呎），而該地所採用的時區為UTC-6，即北美中部時區（CST）。同時該地設有夏令時間，為UTC-6調快一小時，即UTC-5（CDT）。